# Jørgen Peter Müller
Jørgen Peter Müller, född 7 oktober 1866, död 17 november 1938, var en dansk gymnast.
Müller studerade filosofi och teologi, avlade ingenjörofficersexamen 1888 och var 1901-05 inspektör för Vejlefjord sanatorium och förestod 1912-24 en gymnastikinstitut i London, där han kallade sig Muller. Entusiastisk ivrare för gymnastik och friluftsliv, ägnade sig Müller med framgång åt ett flertal idrottsgrenar, bland annat simning, rodd, brottning och fotboll, men är mest känd genom sin första gymnastiska skrift Mit System (1904) som utgavs i 1.500.000 exemplar på 25 språk och som innehåller en del väl valda lingska rörelser, kombinerade med djupandning, tvagning och frottering. Dessutom har han bland annat utgett My breathing system (1914), The daily five minutes (1923) och My sunbathing and fresh air system (1927).

## Utmärkelser
- Riddare av Dannebrogorden,  1919[2]

[Redigera Wikidata]